# Iowa-klass
Iowa-klass är en fartygsklass som består av sex snabba slagskepp i amerikanska flottan som beställdes 1939 och 1940 för att eskortera hangarfartygsgrupper. Samtliga av fartygen kom att tjänstgöra under andra världskriget, främst i Stilla havskriget.
Fyra av de beställda fartygen var i tjänst från 1944 och ytterligare två var kölsträckta, men dessa två avbeställdes innan slutförandet och skrotades. Slagskeppen i Iowa-klassen tjänstgjorde i alla stora amerikanska krig från andra världskriget fram till Gulfkriget 1991.
Fartygen i Iowa-klassen var de sista amerikanska slagskeppen som kom att byggas och alla fyra färdigställda är numera museifartyg, varav två på USA:s östkust, en på västkusten och en på Hawaii.

## Bakgrund

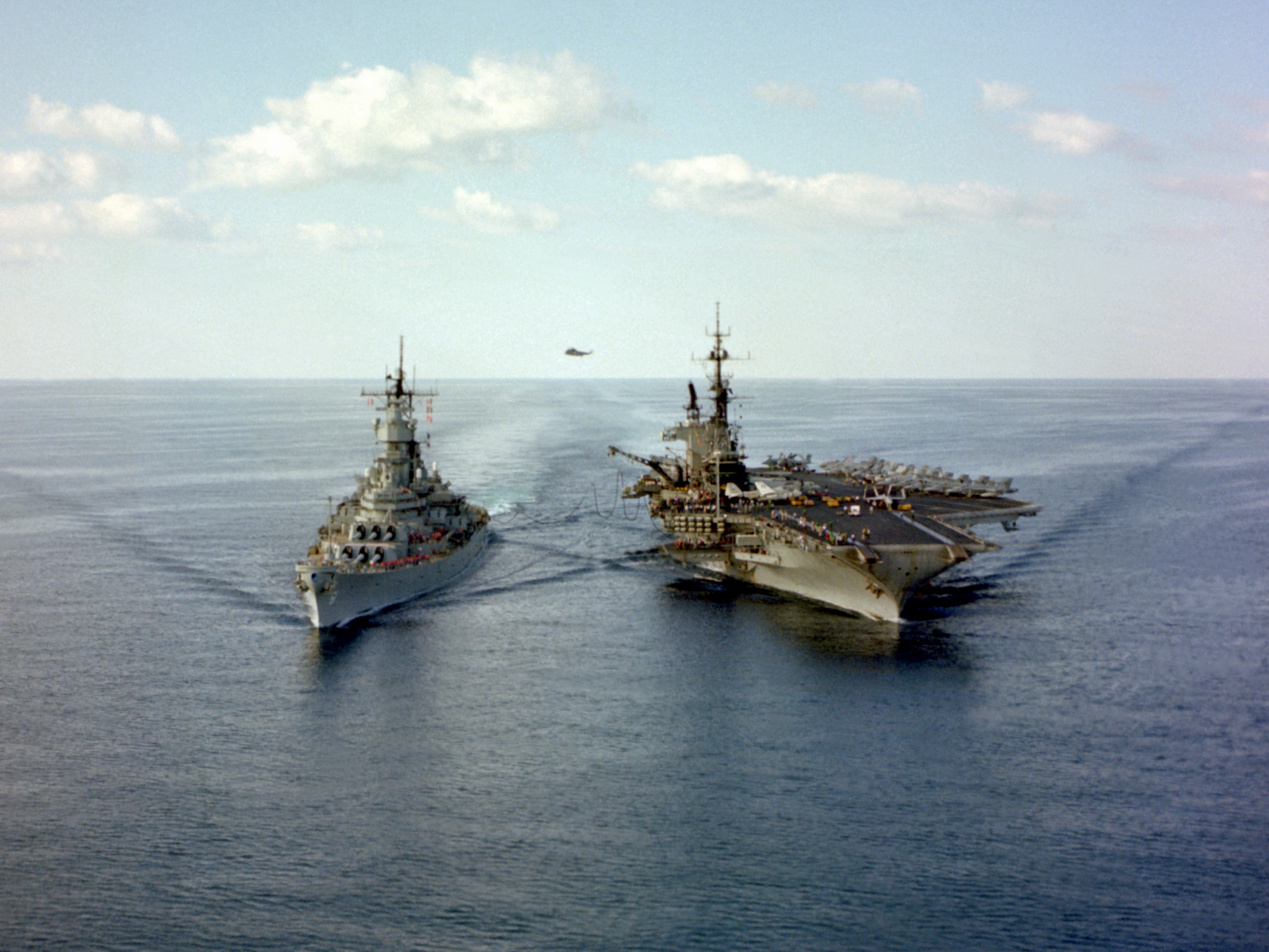
USS Iowa jämsides med hangarfartyget 1987 i Persiska gulfen.

Under andra världskriget försvarade de hangarfartyg och besköt japanska positioner. Den japanska kapitulationen ägde rum 2 september 1945 ombord på USS Missouri i Tokyobukten. Efter krigsslutet placerades tre av Iowa-klassens slagskeppen i reserv.
Dessa tre återinkallades emellertid i tjänst under Koreakriget där de understödde FN-styrkor med artillerield mot Nordkoreas offensiv.
Under 1968 återkallades USS New Jersey för strid i Vietnamkriget och besköt mål nära den vietnamesiska demilitariserade zonen.
Alla fyra fartygen i klassen återaktiveras och beväpnades med kryssningsrobotar av typ Tomahawk under Ronald Reagans administration på 1980-talet. Återaktiveringen var en del av marinminister John Lehmans målsättning om att upprätthålla en örlogsflotta om 600 fartyg för att avskräcka Sovjetunionen.
I början av 1991 besköt Missouri och Wisconsin irakiska mål under Gulfkriget med Tomahawkrobotar och sina 406 mm kanoner.
Alla fyra slagskepp togs ur bruk i början av 1990-talet då det kalla kriget tog slut, och de togs till en början bort från fartygsregistret. Efter påtryckningar från USA:s kongress återinfördes två till fartygsregistret för underhåll i reservflottan 1995. Dessa två sista slagskeppen ströks från fartygsregistret 2006.
USS Missouri öppnade som museifartyg 1998, följt av USS New Jersey år 2000 och USS Wisconsin ett decennium senare. I och med att USS Iowa öppnades som museifartyg under 2012 var därmed samtliga fyra fartyg i den sista slagsskeppsklassen som varit i aktiv tjänst bevarade för eftervärlden.

## Fartyg i klassen
|  | Iowa       | BB-61 | 27 juni 1940      | 27 augusti 1942                | 22 februari 1943 25 augusti 1951 28 april 1984             | 24 mars 1949 24 februari 1958 26 oktober 1990                 | Museifartyg ankrad vid San Pedro i Los Angeles i Kalifornien sedan 2012 |
|  | New Jersey | BB-62 | 16 september 1940 | 7 december 1942                | 23 maj 1943 21 november 1950 6 april 1968 28 december 1982 | 30 juni 1948 21 augusti 1957 17 december 1969 8 februari 1991 | Museifartyg ankrad i Delawarefloden vid Camden i New Jersey sedan 2000  |
|  | Missouri   | BB-63 | 6 januari 1941    | 29 januari 1944                | 11 juni 1944 10 maj 1986,                                  | 26 februari 1955 31 mars 1992                                 | Museifartyg ankrad vid Pearl Harbor på Hawaii sedan 1998                |
|  | Wisconsin  | BB-64 | 25 januari 1941   | 7 december 1943                | 16 april 1944, 3 mars 1951 22 oktober 1988                 | 1 juli 1948, 8 mars 1958, 30 september 1991                   | Museifartyg ankrad i Norfolk i Virginia sedan 2010                      |
|  | Illinois   | BB-65 | 6 december 1942   | Avbeställdes innan sjösättning | Ej aktuell                                                 | Ej aktuell                                                    | Skrotad 1959                                                            |
|  | Kentucky   | BB-66 | 7 mars 1942       | 20 januari 1950                | Ej aktuell                                                 | Ej aktuell                                                    | Skrotad 1959                                                            |